# Conseil supérieur de la coopération
Ne doit pas être confondu avec Conseil supérieur de l'économie sociale et solidaire.
Pour les articles homonymes, voir CSC.
Le Conseil supérieur de la coopération (CSC) est une organisation représentative du mouvement coopératif français. Elle défend et promeut les principes fondamentaux de la coopération auprès du public et des autorités. Organisme tripartite créé en 1918, il est présidé par le ministre chargé de l'Économie sociale et solidaire ou son représentant. 

## Missions
Son objet est d’étudier, de suivre l’ensemble des questions intéressant le secteur coopératif, et particulièrement de donner son avis sur les projets de législation. Le CSC établie annuellement un rapport sur la coopération et son évolution depuis 1996.  
Depuis 2014, il est chargé de préciser les normes de révision coopérative en France. Les modalités de son fonctionnement sont définis dans la loi ESS du 31 juillet 2014. 

## Histoire
Institué par décret du 20 avril 1976, il est composé des onze représentants des administrations, de quatre membres du parlement et de dix-huit représentants des organisations coopératives,.
Depuis octobre 2015, le CSC est composé de trente représentants des différentes activités des coopératives, sur proposition de Coop FR, de deux députés et deux sénateurs, de douze représentants des administrations concernées par les activités coopératives, de six personnalités qualifiées dans le domaine de la coopération dont un membre du Haut conseil de la coopération agricole, et d'un représentant du Conseil supérieur de l'économie sociale et solidaire. Celle nouvelle composition est définie par l’arrêté ministériel du 2 octobre 2015,.

## Membres
| Mandat     | Représentants des différentes activités coopératives | Représentants des administrations concernées par les activités coopératives | Personnalités qualifiées en raison de leur compétence dans le domaine de la coopération |
| ---------- | --- | --- | --- |
| 02/10/2015 | M. Stéphane AÏO, président de France Groupements ; Mme Justine BALLON, membre de Coopaname ; M. Jean-Louis BANCEL, président de Coop FR ; M. Alain BERTHEUIL, vice-président de la Fédération du commerce coopératif et associé ; Mme Barbara BLIN BARROIS, cofondatrice et associée de la SCIC Ôkhra ; Mme Alexandra BOUTHELIER, déléguée générale de la Fédération du commerce coopératif et associé ; Mme Marie-Christine CAFFET, directrice du développement de la Confédération nationale du Crédit mutuel ; Mme Isabelle CATEL, responsable juridique et vie coopérative de Coop Normandie Picardie ; M. Sébastien CHAILLOU, président de Solidarité étudiante ; Mme Chantal CHOMEL, directrice des affaires juridiques et fiscales de Coop de France ; M. Olivier DAVID, membre du bureau d'Habicoop ; Mme Françoise DESPRET, gérante de la coopérative « Ain Paysages et Jardins Services » ; Mme Anne-Charlotte DONSE, déléguée générale de France Groupements ; Mme Nicole GOURMELON, directrice générale du Crédit agricole Normandie ; Mme Christine JACGLIN, directrice générale du Crédit coopératif ; M. Jacques LANDRIOT, premier vice-président de la Confédération générale des SCOP ; M. Dominique LEFEBVRE, président de la Fédération nationale du Crédit agricole ; M. Gérard LESEUL, responsables des relations institutionnelles de la Confédération nationale du Crédit mutuel ; Mme Patricia LEXCELLENT, déléguée générale de la Confédération générale des SCOP ; Mme Marie-Noëlle LIENEMANN, présidente de la Fédération nationale des sociétés coopératives d'HLM ; M. Olivier MUGNIER, secrétaire général de la Fédération nationale des coopératives de consommateurs ; Mme Caroline NAETT, secrétaire générale de Coop FR ; M. Michel PERNIN, président de la Fédération française des coopératives et groupements d'artisans ; Mme Florence RAINEX, directrice générale de la Fédération nationale des caisses d'épargne, groupe BPCE ; Mme Isabelle ROUDIL, chargée de mission auprès de la présidente de la Fédération nationale des sociétés coopératives d'HLM ; M. Michel ROUX, directeur général de la Fédération nationale des Banques populaires, groupe BPCE ; M. Nicolas SCALBERT, délégué coopératives d'activité et d'emploi de la Confédération générale des SCOP ; M. Jean-Loup VELUT, secrétaire général de la Coopération maritime ; M. Denis VERDIER, membre du bureau de Coop de France ; Monsieur Eric WEILL, président national de l'Office central de la coopération à l'école. | M. Thomas BOISSON, représentant la direction générale du Trésor ; M. Sylvain BERGAMINI, représentant la direction de la législation fiscale ; M. Jean Louis GERARD, représentant la direction générale de la concurrence, de la consommation et de la répression des fraudes ; Mme Sonia BEURIER, représentant la direction générale des entreprises ; Mme Aude MUSCATELLI, représentant la direction générale de la cohésion sociale ; Mme Carole CHAMPALAUNE, représentant la direction des affaires civiles et du sceau ; Mme Myriam MESCLON RAVAUD, représentant la délégation générale à l'emploi et à la formation professionnelle ou son représentant ; M. Yves STRUILLOU, représentant la direction générale du travail ; M. Patrice CABANEL, représentant la direction générale de la performance économique et environnementale des entreprises ; M. Frédéric GUEUDAR DELAHAYE, représentant la direction des pêches maritimes et de l'aquaculture ; M. François POUPAR, représentant la direction générale des infrastructures, des transports et de la mer ; Mme Cécile LE POUPON représentant la direction générale de l'habitat, de l'urbanisme et des paysages. | M. Gérard BUDIN, membre du Haut Conseil de la coopération agricole ; M. Patrick LE BERRE, avocat à la Cour ; M. Jean-Claude DETILLEUX, ancien président du Crédit coopératif ; Mme Félicie DOMENE, associée-gérante de Regate ; Mme Nadine RICHEZ-BATTESTI, maître de conférences à l'université d'Aix-Marseille ; Mme Emmanuelle ROUXEL, commissaire aux comptes. |
|            | | | |
|            | | | |

| Mandat       | Membres du Sénat                           | Membres de l'Assemblée nationale | Membres des organisations coopératives |
| ------------ | ------------------------------------------ | -------------------------------- | -------------------------------------- |
| 01/08/2007 - | Jean-Pierre Godefroy Jean-Jacques Lasserre | Martine Aurillac Hervé Mariton   |                                        |